# Viegasia cissampeli
Viegasia cissampeli är en svampart som först beskrevs av Clifford George Hansford, och fick sitt nu gällande namn av Augusto Chaves Batista 1951. Viegasia cissampeli ingår i släktet Viegasia och familjen Asterinaceae.   Inga underarter finns listade i Catalogue of Life.